# غابة النيم

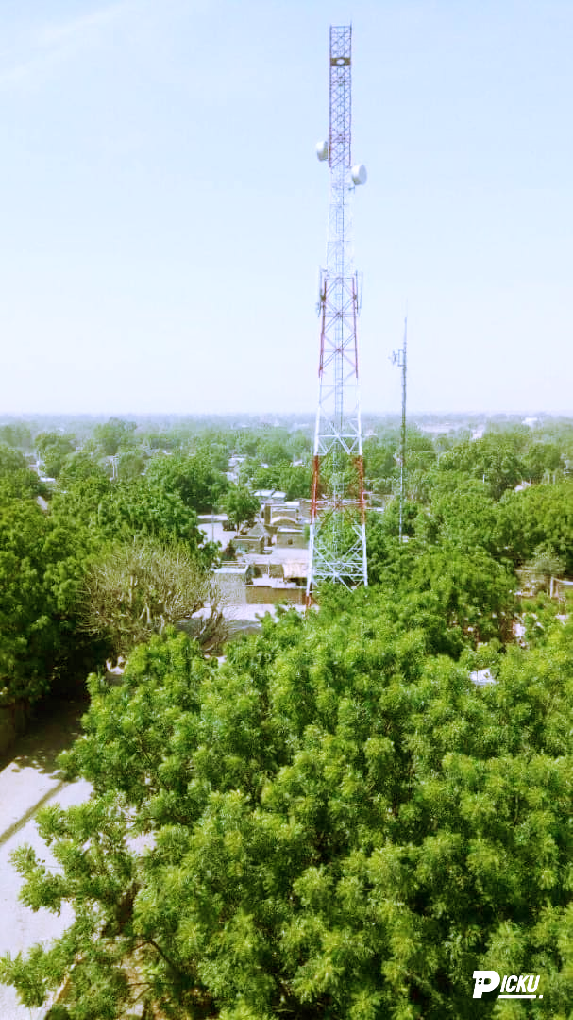

غابة النيم هي غابة موجودة في مدينة نيالا بغرب السودان وهي تقع في الجزء الجنوبي من المدينة وسميت بهذا الاسم لانها تحتوي عتي العديد من اشجار النيم

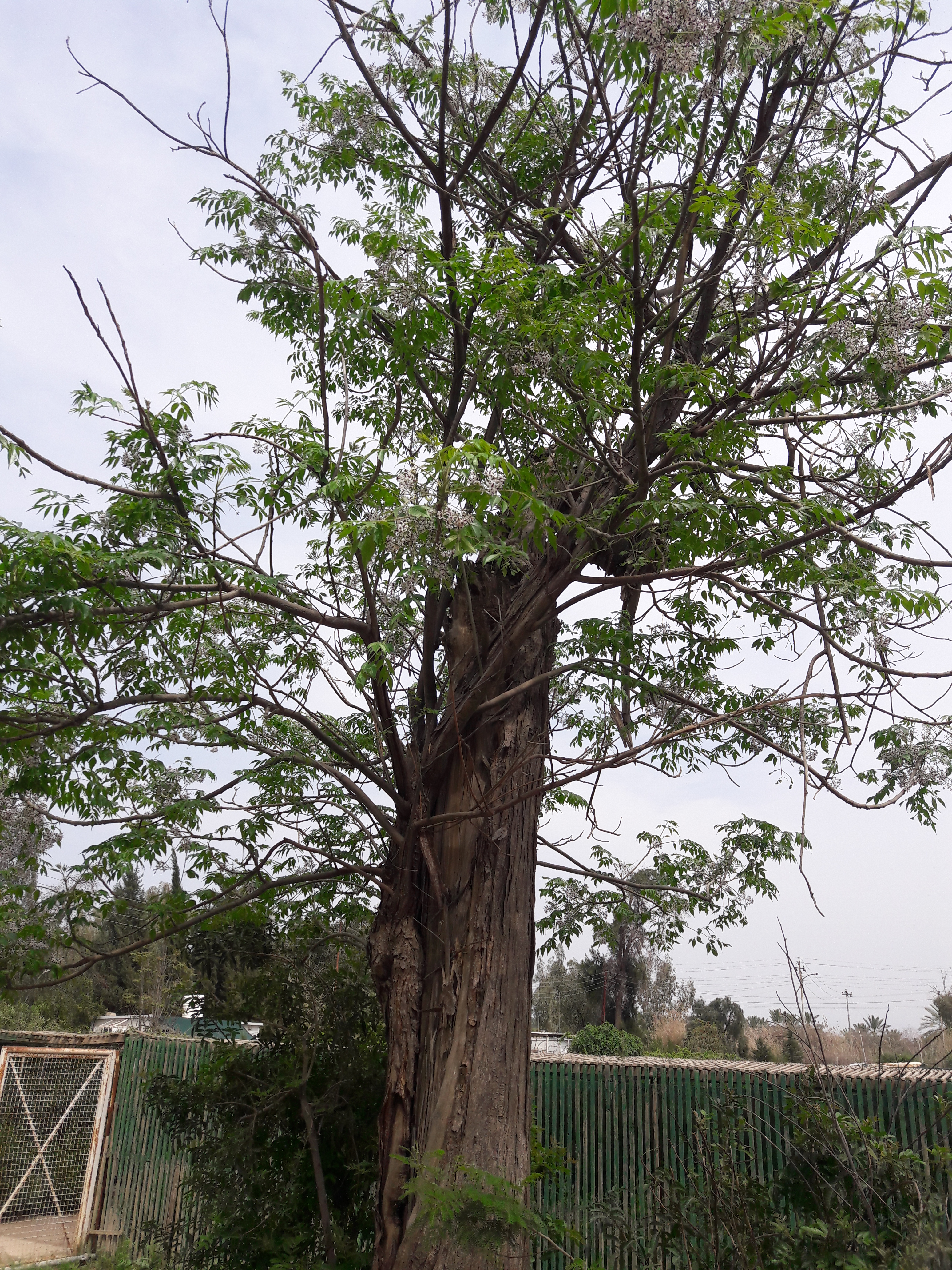
شجرة البيم ذات الظل الوارف

تعتبر من المناطق السياحية بالمدينة وتمارس فيها العديد من النشاطات الاجتماعية

## اشجار الغابة
تحتاج أشجار النيم إلى القليل من الماء وهي تنمو بسرعة وتضرب بجذورها عميقا في التربة
تحتوى غابة النيم على اشجار النيم وهي سبب التسمية بالإضافة إلى اشجار قليلة أخرى.
النيم: يساهم في تعزيز صحة الكبد ومساعدته على تحسين وظائفه، والحفاظ على سلامة المفاصل وتخلصها من أي مشكلة قد تصيبها مثل الالتهابات، يستخدم أيضًا كعلاج طبيعي في التغلب على الأمراض التنفسية المزمنة، له دور في علاج تقصف وضعف الاظافر، ويقوم بتحسين قدرة الجهاز الهضمي، ويعالج مشاكل المعدة وينظم حركة الأمعاء، ويستخدم في علاج الأمراض الجلدية المزمنة.